# Gampong Aceh
Gampong Aceh is een bestuurslaag in het regentschap Aceh Timur van de provincie Atjeh, Indonesië. Gampong Aceh telt 1752 inwoners (volkstelling 2010).